# (500164) 2012 FH6
(500164) 2012 FH6 es un asteroide perteneciente al cinturón de asteroides, descubierto el 4 de septiembre de 2010 por el equipo del Observatorio Astronómico de Mallorca desde el Observatorio Astronómico de La Sagra, Puebla de Don Fadrique (Granada), España.

## Designación y nombre
Designado provisionalmente como 2012 FH6.

## Características orbitales
2012 FH6 está situado a una distancia media del Sol de 2,289 ua, pudiendo alejarse hasta 2,733 ua y acercarse hasta 1,845 ua. Su excentricidad es 0,194 y la inclinación orbital 3,328 grados. Emplea 1265,48 días en completar una órbita alrededor del Sol.

## Características físicas
La magnitud absoluta de 2012 FH6 es 17,7.